# Ivan Tabaković
Ivan Tabaković, en serbe cyrillique (né en 1898 à Arad - mort en 1977), était un peintre serbe. Il est aussi considéré comme un grand céramiste.

## Biographie
Ivan Tabaković est né à Arad en 1898, dans une famille d'origine serbe ; cette ville, aujourd'hui située en Roumanie, faisait alors partie du royaume de Hongrie, au sein de l'empire d'Autriche-Hongrie. Il étudia d'abord à l'Académie des beaux-arts de Budapest, puis à l'Académie royale des arts décoratifs de Zagreb. À l'automne de 1922, il partit pour Munich, interrompant pour un temps ses études à Zagreb. Pendant deux semestres, il y suivit les cours de l'Académie des beaux-arts, dans la classe du professeur Becher Gundal, et il fréquenta parallèlement l'école privée de Hans Hofmann.
En 1926, Tabaković devint dessinateur à temps partiel l'Institut d'anatomiewas engaged as a part time draftsman at the Institute of Anatomy de l'École de médecine de l'université de Zagreb. En, 1930, il s'installa à Novi Sad. En 1937, à Paris, il remporta le grand prix de céramique de l'Exposition internationale des arts et techniques dans la vie moderne.
En 1938, Tabaković donna des cours à l'École des arts décoratifs de Belgrade. En 1948, la république fédérale socialiste de Yougoslavie créa une Académie des arts décoratifs ; il enseigna au Département de céramique. En 1952, il devint membre de l'Académie internationale de céramique et, en 1965, il fut élu à l'Académie serbe des sciences et des arts. Il a exposé notamment à Cannes, à Ostende et à Prague.

## Œuvres
- Genius (1924)
- Shadows (1954)
- Message (1968)

Certaines de ses œuvres sont exposées au musée d'art contemporain de Belgrade et à la Collection commémorative Pavle Beljanski de Novi Sad. En 2005, une grande rétrospective de son travail a été organisée par le Musée d'art contemporain de Belgrade. 